# Vienna Open 1998
Il Vienna Open 1998, noto anche come Bank Austria Tennis Trophy per motivi di sponsorizzazione, è stato un torneo di tennis giocato sul cemento indoor.
È stata la 24ª edizione del Vienna Open e faceva parte della categoria International Series Gold nell'ambito dell'ATP Tour 1998. 
Il torneo si è giocato alla Wiener Stadthalle di Vienna in Austria, dal 12 al 19 ottobre 1998.

## Vincitori

### Singolare maschile
Pete Sampras ha battuto in finale  Karol Kučera con il punteggio di 6–3, 7–6(3), 6–1.

### Doppio maschile
Evgenij Kafel'nikov /  Daniel Vacek hanno battuto in finale  David Adams /  John-Laffnie de Jager con il punteggio di 7–5, 6–3.